# Kim Hyun-mok
Kim Hyun-mok (en hangul, 김현목), es un actor de televisión, teatral y musical surcoreano.

## Carrera
Es miembro de la agencia "MAIN Entertainment".
El 6 de octubre del 2018 apareció como personaje principal de la película Queer Movie Beautiful donde interpretó a Pyung Beom-hae, un joven que se siente acomplejado por su apariencia, por lo que decide robar la imagen de su amigo Do Do-han (Choi Chan-ho), ha quien siempre ha admirado, para aparentar algo que no es, en una aplicación de citas para gays.
En marzo del 2019 se unió al elenco recurrente de la serie Kill It, donde dio vida a Lee Yoon-seung, un oficial de la policía que trabaja con la inspectora Do Hyeon-jin (Nana).
En julio del mismo año se unió al elenco recurrente de la serie Justice, donde interpretó a Lee Tae-joo, el fallecido hermano menor de Lee Tae-kyung (Choi Jin-hyuk).
En octubre del mismo año se unió al elenco recurrente de la serie Extraordinary You, donde dio vida al estudiante Ahn Soo-cheol, uno de los amigos de Eun Dan-oh (Rowoon) y de Shin Sae-mi (Kim Ji-in) de quien está enamorado.
En marzo del 2020 se unió al elenco recurrente de la serie I've Returned After One Marriage (también conocida como "Once Again"), donde interpretó a Hong Sung-woo, hasta el final de la serie en septiembre del mismo año.
En julio del mismo año se unirá al elenco de la serie Hacia el círculo, donde dio vida a Jung Yong-kyu, el empleado más joven de la oficina municipal, quien no sólo habla mucho sino que también está lleno de quejas, y observa y recopila información para elaborar estrategias políticas.

## Filmografía

### Series de televisión
| Año     | Título                            | Personaje               | Notas                            | Ref.          |
| ------- | --------------------------------- | ----------------------- | -------------------------------- | ------------- |
| 2016    | Drinking Solo                     | -                       |                                  |               |
| 2016    | Goblin                            | -                       |                                  |               |
| 2016    | My Old Friend                     | Jung-woo                |                                  |               |
| 2017    | Strong Woman Do Bong-soon         | Estudiante Acosado      | Ep. 2                            |               |
| 2017    | Go Back Couple                    | -                       |                                  |               |
| 2018    | Just Too Bored                    | Kim Chul-soo            | 16 episodios - serie web         |               |
| 2018    | SURF 101: Intro to Romance        | Lee Byung-jin           | 6 episodios                      |               |
| 2018    | Memories of the Alhambra          | Empleado de "Game"      |                                  |               |
| 2018    | Broject                           | Go Young-jae            | 2 episodios                      |               |
| 2019    | Kill It                           | Lee Yoon-seung          | 12 episodios                     |               |
| 2019    | Justice                           | Lee Tae-joo             |                                  |               |
| 2019    | Extraordinary You                 | Ahn Soo-cheol           |                                  |               |
| 2020    | Fight Hard, Love Harder: Season 2 | Taek                    | 4 episodios - serie web          |               |
| 2020    | Forest of Secrets 2 (Stranger 2)  | Oficial de Dongducheon  | Ep. 3                            |               |
| 2020    | Kkondae Intern                    | Joven en el Subterráneo | Ep. 1                            |               |
| 2020    | Into the Ring                     | Jung Yong-kyu           |                                  |               |
| 2020    | I've Returned After One Marriage  | Dr. Hong Sung-woo       |                                  |               |
| 2021    | Like Butterfly                    | Kim Se-jong             |                                  |               |
| 2021    | Kingdom: Ashin of the North       | Soldado de Joseon       |                                  |               |
| 2021    | Lovers of the Red Sky             | Man Soo                 |                                  |               |
| 2021    | Now, We Are Breaking Up           | Estafador               | Ep. 5 - aparición especial       |               |
| 2021    | Bad and Crazy                     | Testigo                 | 2 episodios - aparición especial |               |
| 2022    | Amor por contrato                 | Yoo Jung-han            |                                  | [ 8 ]         |
| 2023    | The Matchmakers                   | Kim Oh-bong             |                                  |               |
| 2023-24 | Entre él y ella                   | Kim Hyung-seop          |                                  | [ 9 ] [ 10 ]  |
| 2024    | Love Your Enemy                   | Lee Ki-ha               |                                  | [ 11 ] [ 11 ] |
| 2025    | Crushology 101                    | Ko Bong-su              |                                  | [ 12 ]        |

### Películas
| Año  | Título                       | Personaje                            | Notas                                                                                          |
| ---- | ---------------------------- | ------------------------------------ | ---------------------------------------------------------------------------------------------- |
| 2016 | Good Day For Sexy Video      | Oh Dong-seok                         | junto a Kim Seo-ha, Lee Woo-rim y Kim Ji-han                                                   |
| 2016 | Ugly People                  | Yong-hyun                            | junto a 조영찬 y 김태성                                                                        |
| 2017 | Monologue                    | -                                    |                                                                                                |
| 2017 | Forgotten                    | Estudiante en la Estación de Policía | junto a Kang Ha-neul, Kim Mu-yeol, Moon Sung-keun, Na Young-hee, Lee Dong-jin y Lee Sang-woo   |
| 2018 | Heung-boo: The Revolutionist | Miembro de la Audiencia              | junto a Jung Woo, Kim Joo-hyuk, Jung Jin-young, Jung Hae-in, Kim Won-hae y Kwak Dong-yeon      |
| 2018 | The Three Legged Race        | Sung-jin                             | junto a Kim No-jin                                                                             |
| 2018 | Queer Movie Beautiful        | Pyung Beom-hae                       | junto a Choi Chan-ho, Na Do-hwan, Choi Ji-woong, Lee Ji-hyun e Im Jung-hwan                    |
| 2019 | The Dude In Me               | Kim Jae-ik                           | junto a Jung Jin-young, Park Sung-woong, Ra Mi-ran, Lee Jun-hyeok, Lee Soo-min y Kim Kwang-kyu |
| 2020 | The Boy From Nowhere         | -                                    | junto a Kwak Min-gyoo, Kim Hae-na y Kang Gil-woo                                               |